# Madeira növényzete
A telepesek a sziget nevét is adó (Madeira portugálul fát jelent) erdő nagyját kivágták, hogy az így nyert földterületet megműveljék. Elterjedt, több útikönyvben is szerepel az a legenda, hogy először felgyújtották az erdőt, ami a történet különböző változatai szerint 3–7 évig égett, és csak utána kezdték betelepíteni a szigetet. Az igazság ennél prózaibb: a fákat kivágták, majd nemesfák nagyobb részét az anyaországba szállították, kisebb részét (és a kevésbé értékes fajtákat) helyben használták fel. Az így nyert területekre haszonnövényeket ültettek: a cukornádat Tengerész Henrik parancsára Szicíliából, a szőlőt pedig Krétáról telepítették be. Később a cukornád mellett, majd a dél-amerikai konkurencia megerősödése után ahelyett a banán vált a sziget fő terményévé. A domináns növénykultúra többször cserélődött, és a hegyoldalakon most mindezek részben kivadult képviselőivel találkozhatunk.
Az ültetvények közötti részeken öt kontinens több száz növényfaja eresztett gyökeret. Ezek között voltak, amiket haszonnövénynek hoztak be, voltak, amik kertekből vadultak el, és voltak, amik csak úgy véletlenül települtek be.
Mindezek eredményeként Madeirán jelenleg mintegy 760 növényfaj honos, köztük az eukaliptusz, a leander, a hibiszkusz, valamint többféle aloe, orchidea, krizantém és magnólia, úgyhogy mindig virágzik valami.

## Eredeti növényzet
A természetes növénytakaró főleg az északi völgyekben maradt meg viszonylag épen. Babérlombú erdő most a sziget területének mintegy ötödét borítja; ezzel ez e makaronéziai babérlombú erdők legnagyobb és egyúttal legjobb állapotban megmaradt állománya. Az erdőséget jelenleg két tényező veszélyezteti:
- a legeltető állattartással foglalkozó gazdák, akik rendszeresen felgyújtják;
- a betelepített özönnövények, főleg:
  - a golyós eukaliptusz (Eucalyptus globulus) és
  - a különböző akácia fajok (Acacia spp.),

amelyek a szigeten kedvező létfeltételekre találva folyamatosan növelik élőhelyüket.
A Madeira-szigetek – akárcsak az ugyancsak Makaronéziához tartozó Kanári- és Azori-szigetek – természetes növénytakarója a babérlombú erdő. A rendkívül tagolt domborzat, a több mint 1800 méteres magasságkülönbség eredményeként ennek a szigeten négy zónája alakult ki:
- az alsó zónában (a déli parton 0–300 m, az északin mintegy 0–50 m között) az úgynevezett cserje formáció nőtt;
- efölött (a déli partvidéken nagyjából 300–600 m között) az úgynevezett kanári babérlombú erdő maradványait találhatjuk;
- 600 m-től mintegy 1200–1300 m-ig terjed a madeirai babérlombú erdők öve;
- efölött gyér, magashegyi növényzetet (csarabos fenyért) találunk.

Az Európai Közösségben természetvédelmi szempontból jelentős növényfajok listáján szereplő endemizmusok:
- madeirai répa (Beta patula),
- madeirai borbolya (Berberis maderensis),
- madeirai körömvirág (Calendula maderensis),
- madeirai berkenye (Sorbus maderensis),

### A cserje formáció
A cserje formáció (zambujal) eredetileg a déli part öbleinek partvidékén és a Szent Lőrinc-félszigeten nőtt; mára gyakorlatilag kipusztították. Domináns fafajtája, a sárkányvérfa (Dracena draco) már csak kertekben, gyűjteményekben látható.
A cserjeszint (bozót) jellemző fajai:
- halfogó kutyatej (Euphorbia piscatoria),
- a gubóvirág nemzetségbe tartozó Globularia salicina,
- a kígyószisz nemzetségbe tartozó Echium nervosum.

### Kanári babérlombú erdő
Eredeti elterjedési területe a tengerparttól mintegy 600 m-ig tartott. A sziget déli oldalán csak Prazeres környékén, néhány kisebb folton maradt meg; az északi oldalon több völgyben is.
A  kanári babérlombú erdő (laurissilva do Barbusano) legjellemzőbb fafajai:
- kanári babérfa (Apollonias barbujana),
- Laurus novocanariensis,
- a fenyérmirtusz nemzetségbe tartozó Myrica faya (Myrica faja),
- tarka levelű magyal (Ilex canariensis).

### Madeirai babérlombú erdő
Eredeti elterjedési területe a kanári babérlombú erdőé fölött kezdődött, és a déli oldalon mintegy 1500, az északin nagyjából 1300 m-ig tartott. Ez a határ az erdőirtások és -égetések eredményeként most több száz méterrel lejjebb van. Maradék élőhelye; mintegy 15 km²-en.
A madeirai babérlombú erdő (laurissilva do Til) legjellemzőbb fafajai:
- az avokádófa (vinhatico, Persea indica) – ezt egyes útikönyvekben helytelenül Madeira-mahagóninak nevezik,
- az azori babérfa (Laurus azorica),
- a Laurus novocanariensis és
- az ugyancsak a babérfélék (Lauraceae) családjába tartozó Ocotea foetens,
- a Madiera-gyöngyvirágfa (Clethra arborea);

ritkább a
- Madeira-cédrusnak nevezett Juniperus cedrus borókafaj.

Jellemző cserjefajok:
- Pittosporum coriaceum;
- madeirai berkenye (Sorbus maderensis).

Az erdők nedves talaján, a gyepszintben sok a páfrány. Virágos növények:
- azori boglárka (Ranunculus cortusifolius)
- Madeira-gólyaorr (Geranium maderense).

A  mohaszint és a zuzmószint is igen fejlett; számos páfrány-, zuzmó- és lombosmohafaj endemikus.
A babérlombú erdőket a harmadkorban Dél-Európát és Észak-Afrikát borító erdőségek reliktumainak tekintik. Ezekben az erdőkben a 2000-es évek fordulóján több új, bennszülött mohafajt fedeztek föl.

### Csarabos fenyér
Kb. 1200 m magasság fölött az uralkodó növény a
- cserjés hanga (Erica arborea) és a
- madeirai berkenye (Sorbus maderensis)

Ezek bokrai között nő:
- a citromsárga virágú Madeira-ibolya,
- a fehér virágú kőtörőfű (Saxifraga sp.)
- az ízletes Madeira-áfonya (Vaccinium padifolium)

## Betelepített növényzet

### Haszonnövények
A művelt övezet a tengerszinttől nagyjából 1000 m-ig tart. Jelenleg a déli oldalon a 0–250 m intervallumban a banán, 250–600 m között a szőlő a fő haszonnövény, de ezek mellett számos más gyümölcsöt, sokféle zöldséget és többféle fát is termesztenek. A Nyugat-Európában is gyakorta termesztett gyümölcsök:
- szelídgesztenye (Castanea sativa),
- dió (Juglans spp.),
- csonthéjasok,
- alma (Malus domestica).

az öv felső sávjában jelennek meg.
A jellemző növénykultúrákat a természeti viszonyok mellett az egyes falvak kulturális hagyományai, illetve népi iparágai is erősen befolyásolják. Így például Curral das Freiras gesztenyéseiről híres, Camacha környékén gömb alakra nyírt, vesszők nevelésére tartott fűzfák ligetei nőnek stb.
A cukornád termesztésével jóformán felhagytak, maga a növény azonban kivadulva szerte a szigeten megtalálható a völgytalpak közelében.
Fontosabb, termesztett gyümölcsök a déli partvidéken:
- ökörszívalma (Annona reticulata),
- papája (Carica papaya),
- passiógyümölcs (Passiflora spp.).

Fontosabb, termesztett növények az északi partvidéken:
- kukorica (Zea mays),
- burgonya (Solanum tuberosum),
- édesburgonya (Ipomoea batatas),
- veteménybab (Phaseolus vulgaris),
- közönséges búza (Triticum aestivum),
- káposzta (Brassica oleracea),

### Kivadult kerti növények
Gyakoribb, látványos virágú fajok:
- tulipán (Tulipa sp.),
- hortenzia (Hydrangea sp.),
- rododendron (Rhododendron sp.),
  - azálea (Rhododendron simsii),
- dália (Dahlia sp.),
- korallbokor (Solanum capsicastrum),
- jacaranda (Jacaranda sp.),
- díszliliom (Agapanthus sp.),
- terjőke (Echium vulgare),
- templomfa (vagy frangipani: Plumeria rubra – „Madeira büszkeségének” is nevezik),
- sárkányfa (Dracaena draco),
- kerti amarillisz (Amaryllis belladonna),
- kapokfa (Eriodendron sp.),
- begónia (Begonia sp.),
- kamélia (Camellis sp.),
- mikulásvirág (karácsonyi csillag, Euphorbia pulcherrima),
- murvafürt (Bougainvillea sp.),
- mimóza (Mimosa sp.),
- papagájvirág (Strelizia reginae),
- jázmin (Jasminum sp.).

### Fák
A betelepített, erdőalkotó fák közül a legfontosabbak:
- golyós eukaliptusz (Eucalyptus globulus)
- akácia (Acacia spp.)
- amerikai duglászfenyő (Pseudotsuga menziesii)
- répafenyő (Pinus spp.)
- akác (Robinia spp.)